# Paraleucilla princeps
Paraleucilla princeps är en svampdjursart som först beskrevs av R.W. Harold Row och Hozawa 1931.  Paraleucilla princeps ingår i släktet Paraleucilla och familjen Amphoriscidae. Inga underarter finns listade i Catalogue of Life.